# Richard Weißensteiner
Richard Weißensteiner (* 6. Februar 1902 in Pola/Istrien (Österreich-Ungarn); † 13. Mai 1943 in Berlin-Plötzensee) war Widerstandskämpfer gegen den Nationalsozialismus (Rote Kapelle).

## Leben
Weißensteiner wurde in Pola geboren. Seine Eltern Joseph und Ludmila Weißensteiner, geborene Putzel hatten insgesamt 17 Kinder. Er erlernte die Berufe Auto-Schweißer und Technischer Zeichner. In den Jahren 1927 und 1928 leistete er Wehrdienst in der italienischen Armee in Verona ab, zwei Jahre später ging er nach Frankreich.
Nach einem längeren Auslandsaufenthalt zog er 1934 zu seinem Bruder Walter nach Fürstenwalde und später nach Berlin. Bei Borsig fand er einen geeigneten Arbeitsplatz und in der Siedlung „Freie Scholle“ eine Wohnung.
Über Abendkurse lernte er Hans Coppi kennen. Über ihn fand er den Kontakt zu den Widerstandskreisen um Harro Schulze-Boysen. Albert Hößler fand einige Zeit Unterkunft bei ihm. Bei Weißensteiner waren auch Funkgeräte versteckt. Verhaftet wurde Weißensteiner am 16. September 1942 in Berlin. Am 30. Januar 1943 verkündete der 2. Senat des Reichskriegsgerichts die Todesstrafe.
Verheiratet war Richard Weißensteiner mit Johanna Stegherr (1910–1969) aus Schwarzenstein/Kreis Rosenheim, die 1940 bis 1942 als Schreibkraft im OKW tätig war und am 16. September 1942 in Berlin verhaftet wurde.

## Ehrungen
- Stolpersteine Fürstenwalde